# 2 Pułk Ułanów Grochowskich

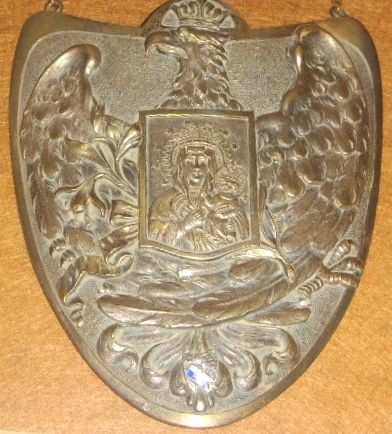
Ryngraf w Instytucie im. gen. Sikorskiego w Londynie

2 Pułk Ułanów Grochowskich im. Generała Józefa Dwernickiego (2 p.uł.) – oddział kawalerii I Korpusu Polskiego w Rosji, Wojska Polskiego II RP i Armii Krajowej.
12 maja 1919 minister spraw wojskowych nadał pułkowi nazwę „2. Grochowski pułk ułanów im. Dwernickiego”. 29 lipca 1924 minister spraw wojskowych sprostował dotychczasową nazwę pułku na „2-gi pułk ułanów grochowskich im. gen. Dwernickiego”.
W latach 1921–1939 pułk stacjonował w Garnizonie Suwałki, w koszarach byłego 2 Lejb-Dragońskiego Pskowskiego Pułku. Szwadron zapasowy (kadra szwadronu zapasowego) stacjonował w Białymstoku.
Pułk od 1921 wchodził w skład IV Brygady Jazdy, a od 1929 w skład Brygady Kawalerii „Suwałki”, przemianowanej w 1937 na Suwalską Brygadę Kawalerii.
Święto pułkowe obchodzono 26 sierpnia.

## Pułk ułanów I Korpusu Polskiego
2 pułk ułanów sformowany został w listopadzie 1917 w Antoninach na Wołyniu, w majątku Józefa Alfreda Potockiego, w składzie I Korpusu Polskiego w Rosji. Szwadrony 1 i 2 utworzone zostały z Polaków – żołnierzy 2 Dywizji Kawalerii Gwardii. 14 grudnia 1917 ukazał się pierwszy rozkaz pułkowy. 15 stycznia 1918 z Płoskirowa przybył pluton artylerii konnej, a 10 lutego 1918 do Antonin przybył 3 szwadron złożony z Polaków – żołnierzy 10 Dywizji Kawalerii. Ze stanów osobowych 1 i 3 szwadronów zorganizowany został 4 szwadron. Ponadto utworzono oddział sztabowy i oddział łączności oraz kolumnę taborową. 20 marca w ewidencji pułku znajdowało się 47 oficerów i 840 szeregowych w czterech szwadronach oraz w innych pododdziałach liniowych i służbach kwatermistrzowskich. Kolejne szwadrony (5 i 6) powstały na Białorusi. Sformowano również szwadron ciężkich karabinów maszynowych i baterię artylerii konnej. 30 maja 1918 pułk liczył 47 oficerów, 4 urzędników wojskowych i 1091 szeregowych.

### Walki
Walki toczono głównie z grupami uzbrojonych chłopów i oddziałami bolszewickimi. Już 23 lutego pułk zdobył Starokonstantynów, z dużymi zapasami żywności, furażu, broni i amunicji.
23 marca pułk rozpoczął 550-kilometrowy marsz do Bobrujska, by dołączyć do sił głównych I Korpusu Polskiego. W trakcie przedzierania się z Wołynia na Białoruś pułk walczył zarówno ze zrewolucjonizowanymi oddziałami wojsk rosyjskich, jak i oddziałami wojsk niemieckich.
Został rozbrojony przez oddziały niemieckie wraz z całym korpusem gen. Dowbora-Muśnickiego w końcu maja 1918 w Bobrujsku. Większość kadry wyjechała do Królestwa. W Warszawie postanowiono stworzyć zakonspirowany sztab oddziału „białej gwardii”.
| Obsada personalna pułku w 1918                  | Obsada personalna pułku w 1918                      |
| ----------------------------------------------- | --------------------------------------------------- |
| dowódca                                         | płk Stefan Suszyński                                |
| zastępca dowódcy                                | płk Władysław Mosiewicz                             |
| adiutant                                        | por. Węglowski                                      |
| kwatermistrz                                    | rtm. Szemioth                                       |
| skarbnik                                        | ppor. Mieczysław Kudelski                           |
| dowódca 1 szwadronu                             | podrtm. Wincenty Jasiewicz                          |
| dowódca 2 szwadronu                             | podrtm. Witold Ciechomski                           |
| dowódca 3 szwadronu                             | ppłk Eugeniusz Ślaski, a później podrtm. Borycki    |
| dowódca 4 szwadronu                             | rtm. Szeliski, a następnie ppłk Józef Tokarzewski   |
| dowódca oddziału sztabowego i kolumny taborowej | podrtm. Mogilnicki                                  |
| dowódca oddziału łączności                      | ppor. Herkner                                       |
| Szwadron detaszowany stworzony 19 lipca 1920    |                                                     |
| dowódca szwadronu detaszowanego                 | por. Kazimierz Halicki, wachmistrz Aleksander Szuch |

## Pułk w walce o granice
W listopadzie 1918 zaczęto odtwarzać 2 pułk ułanów grochowskich. Poszczególne jego szwadrony organizowane były w Łodzi, Łowiczu i Siedlcach. W Warszawie pracował nadal konspiracyjnie sztab pułku, kierowany przez por. Mieczysława Kudelskiego. Pod koniec 1918 dowództwo 2 puł stacjonowało w Kaliszu, a kolejne szwadrony formowano w Koninie, Kutnie i Włocławku.
Odtworzone poszczególne szwadrony pułku kierowane były na front wschodni. Działały głównie na Wołyniu. Do większych starć doszło pod Zaborzem, Przewodem. Brały one również udział w rozbrajaniu Niemców na Podlasiu. Dopiero w październiku 1919 pułk działał w pełnym składzie.

### Walki
1 szwadron walczył na froncie wołyńskim, 2 szwadron na galicyjskim, a następnie na poleskim, 3 szwadron – na galicyjskim, 4 – na podlaskim. 5 szwadron pułku skierowany został do Cieszyna gdzie stoczył potyczkę z Czechami w Lipowcach, a potem przeszedł na front galicyjski.
Pierwszy rozpoczął walki 4 szwadron pod dowództwem rtm. Kazimierza Żelisławskiego. Walczył kolejno z Niemcami, Ukraińcami i Rosjanami. 5 grudnia 1918, dzięki samodzielnej nocnej akcji wywiadowczej ułana Aleksandra Szucha, rozbroił bez walki i strat własnych szwadron niemieckich „Huzarów Śmierci” w Rożkach pod Mordami. 6 lutego 1919, działając wspólnie z innymi pułkami, zdobył twierdzę Brześć, a 8 lutego węzeł kolejowy w Żabince. 10 lutego pod Kobryniem wziął do niewoli sztab korpusu atamana Semena Petlury. 17 lutego ułani szarżowali na pułk bolszewicki pod Antopolem. Szwadron maszerował dalej przez Pińsk, Dawidgródek i Łunieniec.
30 stycznia 5 szwadron stoczył potyczkę z Czechami pod Lipowcem o most na Wiśle. 27 lutego, jako pierwszy z oddziałów polskich wkroczył do Cieszyna. W marcu reorganizował się w Kaliszu, by następnie ruszyć na front galicyjski i m.in. wziąć udział w obronie Bełza.
l szwadron walczył na trasie od Chełma do Kowla. Wchodził w skład Grupy gen. Edwarda Śmigłego-Rydza. Uczestniczył w zajmowaniu Hołub i stacji kolejowej Maniewicze. W czerwcu pod Zamościem dołączył do pułku i został zreorganizowany.
W kwietniu 1919 walki rozpoczęły 2, 3 i 5 szwadron. Walczyły z Ukraińcami w rejonie Rawy Ruskiej, a od czerwca na Polesiu, gdzie biły się na terenach między Styrem i Stochódem; nacierały też na Sarny.
5 maja pułk zajął Żółkiew. Walcząc nadal w niepełnym składzie, atakował Brody, a w wypadzie na Radziwiłłów zdobył nieprzyjacielski pociąg pancerny. W trakcie działań dokonywano szeregu zmian organizacyjnych, a także korekt w numeracji szwadronów. W końcu lipca 1919 trzy szwadrony skoncentrowały się w rejonie Zbaraża, a w sierpniu pułk rozpoczął walki Wołyniu. zdobyto Lachowice i Zasław. W listopadzie – już z 4 szwadronem i nowo sformowanym szwadronem technicznym – dotarł do Antonin w miejsce formowania pułku w 1917. Zimą pododdziały pułku pełniły służbę patrolową nad Słuczą na odcinku Ostropol – Lubar. Wiosną 1920 sformowano kolejny pododdział – szwadron karabinów maszynowych.
25 kwietnia pułk, w składzie 3 Brygady Jazdy, przeprawił się za Słucz i uderzył na Koristyszewo. Na początku czerwca zdobył jeszcze Chwastów i Morozówkę. Od 5 czerwca pułk prowadził działania opóźniające, walcząc z kawalerią Semena Budionnego. Wycofywał się po osi: Oziema, Zwiahl, Równe. Nad Styrem w Beresteczku pozostał, podporządkowany 15 DP, szwadron detaszowany porucznika Kazimierza Halickiego. Walczył on potem m.in. pod Zambrowem, Łomżą i Kolnem. Pułk w okolicach Hrubieszowa uzupełnił stany i zreorganizował pododdziały. Uderzał jeszcze 1 lipca na Annopol, oraz przebijał się z okrążenia pod wsią Nowy Dwór. Z początkiem sierpnia 1920 2 p.uł. walczył w składzie 8 Brygady Jazdy przeciw 3 Korpusowi Kawalerii Armii Czerwonej pod Ostrołęką i wycofał się do Nowego Miasta.
13 sierpnia rozpoczął działania ofensywne i rozbił pod Milewem bolszewicki 20 pułk strzelców. 15 sierpnia wkroczył zwycięsko do Ciechanowa, a następnie kontynuował pościg za piechotą, wyprowadzając szarżę pod Kraszewem, oraz ścigał uchodzące w kierunku Prus Wschodnich oddziały Korpusu Kawalerii Gaja.
1 września transportem kolejowym przegrupowano pułk spod Mławy pod Chełm. Tam dołączył do pułku detaszowany szwadron porucznika Kazimierza Halickiego, będący w podporządkowaniu 15 DP. Ułani weszli w skład 2 Dywizji Jazdy. Prowadzono pościg za Armią Konną Budionnego po trasie Koniuchy-Żuków. 17 września zdobyto Klewań, Równe zajęto bez walki i prowadzono nadal pościg w kierunku na Korzec. 1 października pułk wykonał wypad za Słucz, szarżując pod Iwanówką i Romanówką. Szwadrony brały też udział w zagonie na Korosteń, odnosząc m.in. zwycięstwo pod Żłobiczem. 12 października, w trakcie odchodzenia na linię Słuczy pułk działając pod Krasnogórką i Rudnią Baranowską wymusił kapitulację bolszewickiej 7 DP.
W grudniu „biali ułani” opuścili tereny nadgraniczne i stanęli pod Włodzimierzem Wołyńskim. Na Wołyniu powstała osada wojskowa ułanów grochowskich. W marcu 1921 pułk zajął kwatery pod Włodawą, a w maju witano go w Suwałkach, które to na 17 lat stały się jego garnizonem.
| Obsada personalna pułku w 1920        | Obsada personalna pułku w 1920        |
| Stanowisko                            | Stopień, imię i nazwisko              |
| ------------------------------------- | ------------------------------------- |
| Dowódca pułku                         | mjr Wincenty Jasiewicz                |
| Adiutant                              | rtm. Mieczysław Kudelski              |
| Lekarz wet.                           | ppor. lek. wet. Edmund Patryn         |
| Dowódca I dywizjonu                   | rtm. Eugeniusz Jasiewicz              |
| Dowódca II dywizjonu                  | mjr Witold Ciechomski                 |
| Dowódca 1 szwadronu                   | rtm. Tadeusz Byliński                 |
| Dowódca plutonu                       | ppor. Jan Sławiński                   |
| Dowódca plutonu                       | kpr. Władysław Sienkiewicz            |
| Dowódca plutonu                       | kpr. Leon Toma                        |
| Dowódca 2 szwadronu                   | por. Bronisław Lechowski (ranny 12 X) |
| Dowódca plutonu                       | ppor. Jakubowski                      |
| Dowódca plutonu                       | pchor. Leon Wawrzynowicz              |
| Dowódca 3 szwadronu                   | rtm. Kazimierz Halicki                |
| Dowódca 3 szwadronu                   | por. Witold Gierulewicz               |
| Dowódca 3 szwadronu                   | wz ppor. Jerzy Bułhak                 |
| Dowódca plutonu                       | ppor. Kazimierz Rzewuski              |
| Dowódca plutonu                       | ppor. Roman Łabęcki                   |
| Dowódca plutonu                       | pchor. Franciszek Chudzyński          |
| Dowódca plutonu                       | pchor. Zaorski                        |
| Dowódca 4 szwadronu                   | rtm. Kazimierz Żelisławski            |
| Dowódca plutonu                       | ppor. Tadeusz de Thun                 |
| Dowódca plutonu                       | pchor./ppor. Marcin Frejman           |
| Dowódca plutonu                       | plut. Jerzy Jasiewicz                 |
| Dowódca szwadronu km                  | rtm. Wojciech Siemaszko († 12 X)      |
| Dowódca szwadronu km                  | wz ppor. Tadeusz Biełkowski           |
| Dowódca plutonu (oficer informacyjny) | ppor. Łączkowski                      |
| Dowódca szwadronu technicznego        | por. Witold Gierulewicz               |
| Dowódca plutonu                       | pchor. Kazimierz Szosland             |
| Oficer pułku                          | ppor. Józef Jabłoński                 |
| Oficer pułku                          | pchor. Jerzy Mielżyński               |

| Żołnierze pułku odznaczeni Krzyżem Srebrnym Orderu Wojskowego Virtuti Militari za wojnę 1918–1920 | Żołnierze pułku odznaczeni Krzyżem Srebrnym Orderu Wojskowego Virtuti Militari za wojnę 1918–1920 | Żołnierze pułku odznaczeni Krzyżem Srebrnym Orderu Wojskowego Virtuti Militari za wojnę 1918–1920 |
| ------------------------------------------------------------------------------------------------- | ------------------------------------------------------------------------------------------------- | ------------------------------------------------------------------------------------------------- |
| ppor. Antoni Bułhak                                                                               | rtm. Tadeusz Byliński                                                                             | plut. Jan Cichawa                                                                                 |
| mjr Witold Ciechomski                                                                             | ppor. Edward Ciszewski                                                                            | pchor. Franciszek Chudzyński                                                                      |
| por. Leon Dzierdziejewski                                                                         | ppor. Marcin Freyman                                                                              | plut. Romuald Ganowicz                                                                            |
| plut. Leonard Gawrych                                                                             | por. Witold Gierulewicz                                                                           | kpr. Józef Graczyk                                                                                |
| wchm. Jan Grot                                                                                    | rtm. Kazimierz Halicki                                                                            | plut. Józef Harasz                                                                                |
| st. uł. Adam Jałocha                                                                              | mjr Wincenty Jasiewicz                                                                            | rtm. Eugeniusz Jasiewicz                                                                          |
| plut. Jerzy Jasiewicz                                                                             | kpr. Franciszek Kadziszewski                                                                      | kpr. Apolinary Karasiński                                                                         |
| kpr. Bronisław Konopka                                                                            | kpr. Leonard Kroże                                                                                | kpr. Franciszek Kubeł                                                                             |
| rtm. Mieczysław Kudelski                                                                          | st. uł. Wacław Kupiński                                                                           | st. uł. Michał Kowalik                                                                            |
| por. Bronisław Lechowski                                                                          | por. Roman Łabęcki                                                                                | wchm. Jerzy Marcinkiewicz                                                                         |
| st. uł. Stanisław Marczuk                                                                         | ppłk Władysław Mosiewicz                                                                          | plut. Józef Olczak                                                                                |
| por. Janusz Ossowski                                                                              | kpr. Mieczysław Pawłowski                                                                         | plut. Józef Pomietko                                                                              |
| st. uł. Izydor Potapowicz                                                                         | plut. Henryk Polkowski                                                                            | kpr. Henryk Reineke                                                                               |
| ppor. Wojciech Siemaszko                                                                          | kpr. Władysław Sienkiewicz                                                                        | ppłk Eugeniusz Ślaski                                                                             |
| ppor. Jan Adam Sławiński nr 284                                                                   | kpr. Jan Strzałkowski                                                                             | płk Stefan Suszyński                                                                              |
| por. Czesław Święcicki                                                                            | kpr. Aleksander Szuch                                                                             | ppor. Tadeusz de Thun                                                                             |
| kpr. Leon Toma                                                                                    | plut. Jan Tuszyński                                                                               | st. uł. Wacław Twardowski                                                                         |
| pchor. Jan Wallah-Daszkiewicz                                                                     | płk Mikołaj Waraksiewicz                                                                          | pchor. Leon Wawrzynowicz                                                                          |
| uł. Piotr Wojsława                                                                                | kpr. Władysław Wujek                                                                              | kpr. Stanisław Zasada                                                                             |
| plut. Stanisław Zieliński                                                                         | wchm. Feliks Żochowski                                                                            | kpr. Polikarp Żochowski                                                                           |
| rtm. Kazimierz Żelisławski                                                                        |                                                                                                   |                                                                                                   |

Ponadto 58 oficerów, 134 podoficerów oraz 191 starszych ułanów i ułanów zostało odznaczonych Krzyżem Walecznych.

## Pułk w okresie pokoju

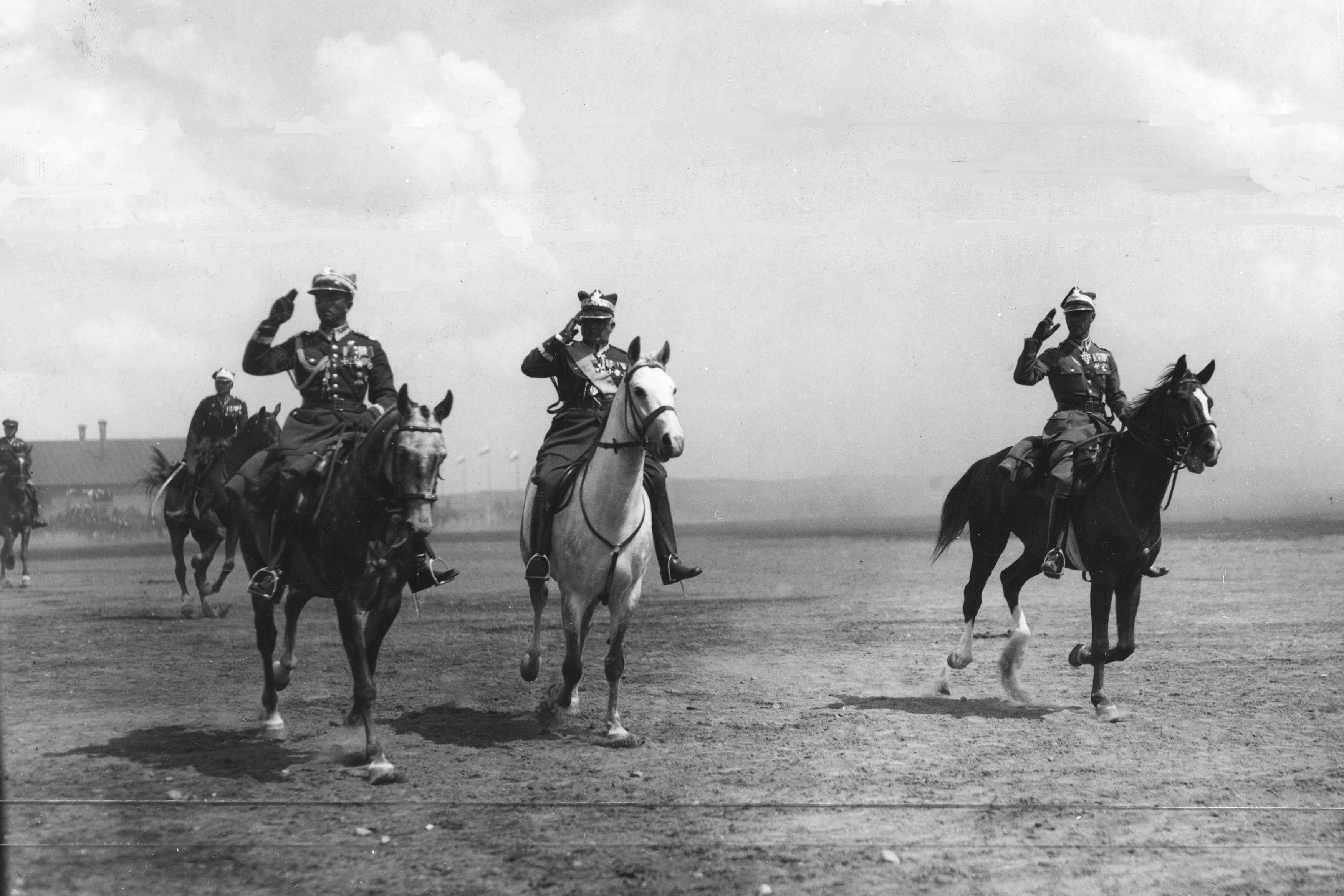
15-lecie 2 puł – defilada z byłymi dowódcami na czele. Od lewej: gen. Stanisław Grzmot-Skotnicki, gen. Stefan Suszyński, płk Wincenty Jasiewicz

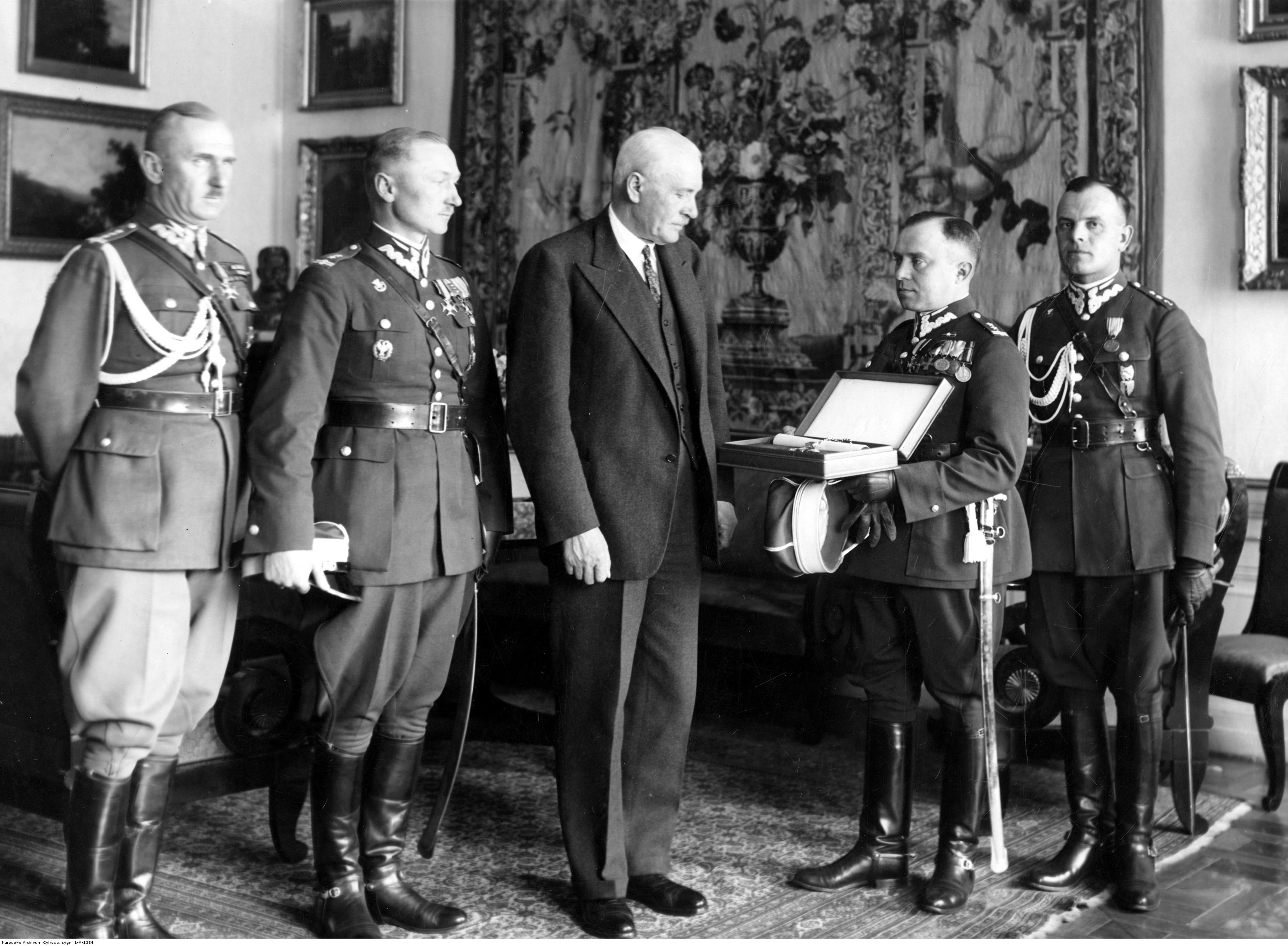
Wręczenie honorowej odznaki pułkowej prezydentowi RP Ignacemu Mościckiemu przez delegację 2 p.uł. na Zamku Królewskim. Widoczni m.in. płk Jan Głogowski (1. z lewej), ppłk Józef Smoleński (2. z prawej), ppłk Gierulewicz (2. z lewej), por. Pawełczak (z prawej).

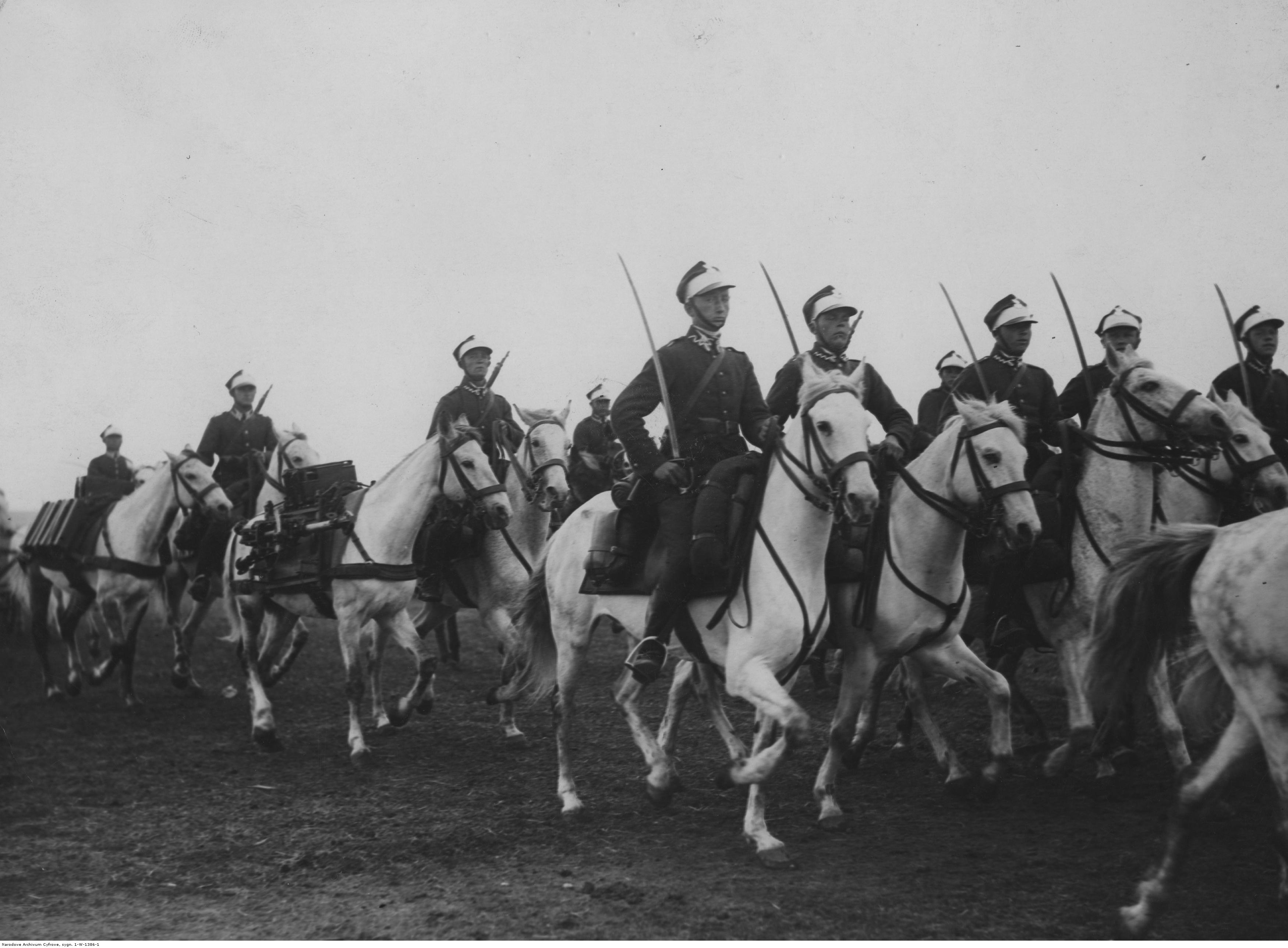
Żołnierze 2 pułku ułanów

Po zakończeniu służby na granicy 2 pułk ułanów przeszedł do Włodawy i zakwaterowany został w koszarach po byłej rosyjskiej 17 Brygadzie Artylerii w rejonie ulic: Saperów – Górnicza – Armii Krajowej – Pancerniaków – Lotnicza. Drewniana zabudowa koszarowców otaczała obszerny plac apelowy i mogła pomieścić 850 ludzi i 320 koni. Już 20 maja 1921 pułk został przeniesiony do ostatecznego miejsca postoju w Koszarach Dwernickiego w Suwałkach.

### W garnizonie suwalskim
Suwałki stanowiły jeden z największych garnizonów w przedwojennej Polsce. Koszary porosyjskie przy szosie na Kalwarię stały się stałym miejscem stacjonowania pułku w okresie międzywojennym. Pułk zajmował trzy dwupiętrowe bloki koszarowe dla ułanów, blok oficerski i mały domek mieszkalny dla dowódcy. Posiadał też kasyno, w którym na parterze zbierali się podoficerowie, a na piętrze oficerowie, sześć stajni, krytą ujeżdżalnię, wartownię oraz kilku mniejszych obiektów gospodarczych. Urządzono także plac alarmowy do zawodów konnych i ćwiczeń.  
W kronikach pułku zapisano największe wydarzenia okresu służby pokojowej. W dziesięciolecie powstania pułku odsłonięto na terenie koszar pomnik ku czci poległych w latach 1917–1920. Z tej okazji witano w Suwałkach prezydenta II Rzeczypospolitej Ignacego Mościckiego. W dwa lata później świętowano piętnastolecie istnienia pułku, odsłaniając nieopodal bramy pomnik szefa pułku, gen. Józefa Dwernickiego. Od jego też imienia nosił nazwę cały kompleks koszarowy.

### Zmiany w uzbrojeniu
Pułk dokonywał zmian w uzbrojeniu i wyposażeniu. W 1925 zdano szable z lat wojny, wprowadzając francuskie. W 1936 zaczęto wprowadzać szable polskie z Huty Ludwików. Przed wybuchem wojny lance niemieckie zastąpiono francuskimi. Do 1925 pułk posiadał austriackie karabinki Mannlicher wz. 95, a do 1927 rosyjskie kbk. Mosin. Później wprowadzono karabinki Mauser wz. 27 i 29 produkcji warszawskiej Państwowej Fabryki Karabinów. W 1930 wymieniono francuskie rkm Chauchat na Browning wz. 28. Pułk posiadał też na taczankach austriackie ckm Schwarzlose, od 1925 niemieckie Maximy wz. 08, a od listopada 1938 Browning-Colty wz. 30. W lipcu 1939 pułk otrzymał pierwsze karabiny przeciwpancerne Ur wz. 35.

### Szkolenie
Dzień szkoleniowy rozpoczynał się pobudką o 5:00, a kończył capstrzykiem o 21:00. W październiku pułk wcielał rekrutów i szkolił ich do wiosny w składzie szwadronów (plutonów). Na poligon wyruszano w połowie lipca. Tam doskonalono ostre strzelanie, forsowanie rzek itp. Manewry odbywały się zazwyczaj w sierpniu lub wrześniu w okolicach Skidla na Grodzieńszczyźnie, Baranowicz lub pod Białymstokiem. Prowadzono również kursy dla analfabetów i wykłady z zakresu wiedzy rolniczej. Dla podoficerów w 1926 założono Uniwersytet Żołnierski. Mogli oni ukończyć na nim pełny kurs 7 klasowej szkoły powszechnej. Poziom wyszkolenia oficerów oceniano wysoko. W 1939 80% kadry to absolwenci Szkoły Podchorążych Kawalerii w Grudziądzu. W pułku doskonalili swoje umiejętności praktyczne, a także uczęszczali na wykłady koła Towarzystwa Wiedzy Wojskowej, brali udział w kursach języków obcych, narciarstwa i jazdy samochodowej.

### Konie białych ułanów
Rocznie kupowano od 40 do 70 trzylatków, głównie w Wielkopolsce, a później w lubelskim. Nad stanem koni czuwała dobrze wyposażona służba weterynaryjna.
W pułku zrezygnowano z utrzymania koni wyłącznie maści siwej. Siwki pozostały w plutonach łączności i trębaczy oraz w poczcie sztandarowym. Większość pododdziałów miała kasztany: w pierwszym szwadronie latarnie i nogi białe, w drugim – strzałka, gwiazdka, nogi białe, w trzecim – gwiazdka, mało białego, w czwartym oraz szwadronie ckm – ciemne.

### Święta w pułku
Stałymi elementami święta pułkowego były: w przeddzień msza za poległych, a 26 sierpnia msza polowa w szyku konnym; następnie defilada, zawody konne, wspólny obiad, koncert orkiestry i bal. Do obiadu zasiadali razem oficerowie, podoficerowie i ułani. Wygłaszano przemówienia i czytano telegramy.
W dniach świąt państwowych i narodowych oraz najważniejszych świąt religijnych trębacze grali pobudkę na ulicach miasta, pułk uczestniczył w defiladzie, urządzano uroczyste capstrzyki, wygłaszano pogadanki.
W wigilię Bożego Narodzenia do wspólnej kolacji zasiadano w jadalni żołnierskiej i dzielono się opłatkiem. Zgodnie z tradycją ułańską, kawałki opłatków kładziono również do żłobów końskich.
Kilka razy w ciągu zapraszano członków Koła Oficerów Rezerwy i b. Ochotników. Pamiętano także o zaproszeniach dla oficerów, którzy pozostali w barwach pułkowych, a służyli poza jednostką macierzystą. Pod opieką pułku pozostawał też pluton Krakusów w Chmielówce Starej.
| Pułk w planie mobilizacyjnym „S” | Pułk w planie mobilizacyjnym „S” | Pułk w planie mobilizacyjnym „S” |
| Nazwa pododdziału                | Miejsce mobilizacji              | Termin                           |
| -------------------------------- | -------------------------------- | -------------------------------- |
| dowódca pułku z drużyną          | Suwałki                          | alarm                            |
| pluton łączności                 | Suwałki                          | alarm                            |
| 1÷4 szwadrony                    | Suwałki                          | alarm                            |
| szwadron karabinów maszynowych   | Suwałki                          | alarm                            |
| szwadron kawalerii nr 89         | Białystok                        | 9                                |
| pluton ckm nr 89                 | Białystok                        | 9                                |
| uzupełnienie do czasu „W”        | Białystok                        | 5                                |
| szwadron pionierów nr 104        | Suwałki                          | alarm                            |
| szwadron marszowy 1/2 puł        | Białystok                        | 18                               |
| pluton marszowy 1/89             | Białystok                        | 30                               |
| szwadron zapasowy                | Białystok                        | alarm-15                         |
| Szkoła Podchorążych nr II        | Białystok                        | 30                               |

| Obsada personalna i struktura organizacyjna w marcu 1939 | Obsada personalna i struktura organizacyjna w marcu 1939 |
| Stanowisko                                               | Stopień, imię i nazwisko                                 |
| -------------------------------------------------------- | -------------------------------------------------------- |
| dowódca pułku                                            | płk Kazimierz Plisowski                                  |
| I zastępca dowódcy                                       | mjr dypl. Józef Sienkiewicz                              |
| adiutant                                                 | por. Tadeusz Rószkiewicz                                 |
| naczelny lekarz medycyny                                 | por. lek. Bernard Hinz                                   |
| lekarz weterynarii                                       | kpt. dr Stanisław Kirkor                                 |
| II zastępca dowódcy (kwatermistrz)                       | mjr Antoni Józef Platonoff                               |
| oficer mobilizacyjny                                     | rtm. Stanisław Edward Szefer                             |
| zastępca oficera mobilizacyjnego                         | por. Tadeusz Marian Gierycz                              |
| oficer administracyjno-materiałowy                       | rtm. Stefan Stanisław Święcicki                          |
| dowódca szwadronu gospodarczego                          | rtm. Stanisław Sołtykiewicz                              |
| oficer gospodarczy                                       | por. int. Franciszek Sieńko                              |
| oficer żywnościowy                                       | chor. Władysław Madey                                    |
| dowódca plutonu łączności                                | por. Antoni Kotlarski                                    |
| dowódca plutonu kolarzy                                  | ppor. Bolesław Feliks Treliński *                        |
| dowódca plutonu ppanc.                                   | por. Janusz Antoni Raczkowski                            |
| dowódca 1 szwadronu                                      | rtm. dypl. Feliks Bolechowski                            |
| dowódca plutonu                                          | ppor. Zygmunt Marian Tkacz                               |
| dowódca plutonu                                          | ppor. Bolesław Feliks Treliński (*)                      |
| dowódca plutonu                                          | ppor. Witold Ślaski                                      |
| dowódca 2 szwadronu                                      | por. Włodzimierz Bolesław Sumowski                       |
| dowódca plutonu                                          | ppor. Ryszard Jan Głuski                                 |
| dowódca 3 szwadronu                                      | p.o. por. Władysław I Wyszyński                          |
| dowódca plutonu                                          | ppor. Stanisław Bochno                                   |
| dowódca plutonu                                          | ppor. Aleksander Wiktor Chajęcki                         |
| dowódca 4 szwadronu                                      | rtm. Wiktor Olędzki                                      |
| dowódca plutonu                                          | por. Józef Jerzy Nowak                                   |
| dowódca szwadronu km                                     | p.o. por. Ambroży Kotliński                              |
| dowódca plutonu                                          | por. Stanisław Święcicki                                 |
| dowódca plutonu                                          | ppor. Włodzimierz Suchodolski                            |
| dowódca szwadronu zapasowego                             | mjr Stanisław II Żukowski                                |
| zastępca dowódcy                                         | vacat                                                    |
| na kursie                                                | rtm. Marian Tadeusz Cyngott                              |
| na kursie                                                | rtm. Zygmunt Pawełczak                                   |

## 2 puł. w kampanii wrześniowej

### Mobilizacja
W związku z zaostrzającą się sytuacją polityczno-wojskowa w relacjach III Rzeszy Niemieckiej z II Rzecząpospolitą w jednostkach nadgranicznych z Niemcami podnoszono gotowość bojową jednostek. W 2 pułku ułanów sukcesywnie w okresie letnim prowadzano szkolenie rezerwistów, w tym z nowymi wzorami broni. Budowano umocnienia na przedpolach Suwałk od strony granicy. Na przedpole miasta wysunięto rotacyjnie pododdziały mające zabezpieczyć i osłonić mobilizację i spodziewane kierunki działań wojsk niemieckich. Osłonę kierunku Wiżajny i Rutki-Tartak zabezpieczał szwadron 2 puł. z 4 ckm, w rejonie lasu Szwajcaria z wysuniętym ubezpieczeniem na rzekę Czarna Hańcza i na północ od Jeleniewa. W pułku były dwa roczniki żołnierzy służby czynnej, z rezerwistów mobilizowano głównie trzecie plutony w szwadronach. Z tego względu rezerwistów wcielono niezbyt wielu.
24 sierpnia 1939 o godz.5.00 w pułku ogłoszono mobilizację alarmową w grupie „niebieskiej”. W trakcie mobilizacji 2 pułk ułanów w garnizonie Suwałki sformował:
- 2 pułk ułanów w organizacji i na etatach wojennych, w czasie od A+18, do A+24,
- szwadron łączności nr 11, w czasie do A+30,
- park intendentury nr 341, w czasie do A+30.

Natomiast szwadron zapasowy 2 pułku ułanów w Białymstoku w ramach I rzutu mobilizacji powszechnej zmobilizował:
- szwadron marszowy nr 3 Suwalskiej Brygady Kawalerii (2 pułku ułanów), do 5 dnia trwania mobilizacji,
- uzupełnienie marszowe dla 11 szwadronu łączności, do 5 dnia jej trwania[16].

Z uwagi na wzorowe stawiennictwo zmobilizowano więcej rezerwistów niż przewidywał etat. Nadwyżki zostały wysłane do szwadronu zapasowego do Białegostoku, a część dla której zabrakło mundurów, broni i innego wyposażenia wprost do Ośrodka Zapasowego Suwalskiej i Podlaskiej Brygad Kawalerii w Białymstoku. 2 pułk ułanów gotowość marszową osiągnął 25 sierpnia o godz.20.00, tego samego dnia o godz.21.00 pułk złożył przysięgę wojskową, po niej pododdziały odeszły na swoje stanowiska obronne. Większość pułku przebywała na stanowiskach poza miastem lub kwaterowała w okolicznych wsiach. W koszarach pułku pozostały: dowództwo pułku, pluton łączności, pluton ckm (do obrony przeciwlotniczej) oraz część szwadronu gospodarczego. 31 sierpnia 2 puł. był ugrupowany bojowo: 1 szwadron wysunięty na północ od Jeleniewa z zadaniem osłony kierunku zachodniego od strony wsi Rutki-Tartak. 3 szwadron wzmocniony plutonem kolarzy plutonem ckm i działonem przeciwpancernym umieszczono nad samą granicą przy Filipowie. Pozostała część pułku rozmieszczona w rejonie Potasznia, las Szwajcaria na północ od Suwałk. Wraz z większością pułku była na stanowiskach ogniowych 2 bateria 4 dywizjonu artylerii konnej.  

### Działania bojowe
Pułk wziął udział w kampanii wrześniowej w składzie Suwalskiej Brygady Kawalerii (Samodzielna Grupa Operacyjna „Narew”).

#### Walki graniczne
Od 1 września 1939 pułk osłaniał rejon na północny zachód od Suwałk, prowadził wypady małymi patrolami wzdłuż granicy i poza nią. Rano wysunięto 2 szwadron na skraj wsi Prudziszki, tam się okopał. 3 szwadron przeszedł do wsi Jemieliste. W Potasznie umieszczono punkt dowodzenia pułku. W nocy 1/2 września z 2 szwadronu patrol przeszedł granicę w rejonie Filipowa, nie nawiązując kontaktu bojowego. 2 września patrol niemiecki zaatakował Filipów. Atak niemiecki został odparty przez III pluton, 3 szwadronu. Rano 2 września 2 szwadron odszedł do Białej Wody w pobliżu Potaszni. W nocy z 2 na 3 września patrol z 2 szwadronu pod dowództwem ppor. Ryszarda Głuskiego dokonał wypadu na niemiecką strażnicę we wsi Gollubien, której wnętrze obrzucono granatami. 3 września strona niemiecka w odwecie za nocny wypad, dokonała uderzenia na wsie Prawy Las i Filipów, III pluton 3 szwadronu bez strat własnych odbił Filipów. Nocą 3/4 września 3 szwadron dokonał wypadu na teren Prus Wschodnich ponownie do Mierunksen (obecnie Mieruniszki), oraz Reuss, Garbasen (obecnie Garbaś). Szwadron nie napotkał nieprzyjaciela i powrócił bez strat.

#### Boje nad Narwią i północno wschodnim Mazowszu
4 września około godz.16.00 pułk otrzymał rozkaz zejścia z zabezpieczenia granicy i przemarsz przez Bryzgiel i Suchą Rzeczkę do lasów nad jeziorem Serwy. 5 września o godz.18.00 pułk podjął marsz, przez Hruzkie i folwark Jastrzębna, nocą dotarł do Sadowa. Po całodziennym wypoczynku wyruszył, w nocy 6/7 września przez Korycin i Jasionówkę do rejonu Knyszyna. O godz.18.00 7 września gen. bryg. Zygmunt Podhorski, dowódca Suwalskiej Brygady Kawalerii, skierował pułki brygady do lasów na wschód od Zambrowa. Marsz prowadził pułk przez Zawady, Wnory, Kulesze Kościelne do Starego Wykna i Gołaszy.
8 września około godz.8.00 szwadrony dotarły w rejon Starego Wykna i ukryły się w lasach otaczających miejscowość. Z pułku wysłano patrole rozpoznawcze na Mężenin i szosę Warszawa-Zambrów-Białystok i drogę na Łomżę i Osowiec. Reszta pułku odpoczywała. Z 2 puł. współdziałały: 11 szwadron kolarzy Suwalskiej BK i 34 kompania kolarzy z 33 Dywizji Piechoty rez. Pułk otrzymał rozkaz przejęcia osłony nad Narwią od Lutostania, do Wizny. Wieczorem 8 września pułk wykonał marsz w kierunku rzeki Narew, przez Czarnowo-Undy, Czachy, Gosie, Krusze, Szeligi zajmując rubież Gać-Pruszki Wielkie-Kossaki, wysuwając do wsi w pobliżu Narwi wzmocnione plutonami ckm i armatami przeciwpancernymi: 1 szwadron pod wsią Kossaki Niedbielne i 3 szwadron w pobliżu wzg.122, pluton kolarzy w pobliżu wsi Lutostań oraz na szosę do Łomży podporządkowany pułkowi I pluton pionierów z 11 szwadronu pionierów. Pozostałe siły 2 puł. zgrupowane zostały wraz z 1 baterią 4 dak w na zachód i północ od Pruszek Wielkich. Na groblę na nadnarwiańskich łąkach w kierunku Wizna – Rutki wysunięto podporządkowaną pułkowi 34 kompanię kolarzy z 33 DP rez. o dość niskiej wartości bojowej. Posiadanymi siłami pułk miał bronić szlaków z Łomży i Wizny. 2 pułk ułanów zajął stanowiska nocą, w tym samym czasie pod Wizną nastąpiło przełamanie frontu obrony przez niemiecki XIX Korpus Armijny (mot.), co w konsekwencji groziło wyjściem na tyły pułku niemieckiego zgrupowania. Przed wejściem pułku do aktywnych działań bojowych, po południu 9 września dotychczasowy dowódca pułku płk Kazimierz Plisowski został powiadomiony fonogramem, że został mianowany dowódcą Suwalskiej BK, z uwagi na mianowanie gen. bryg. Zygmunta Podhorskiego dowódcą Zgrupowania. Dowództwo pułku objął ppłk Karol Anders, dotychczasowy zastępca dowódcy 1 pułku ułanów Krechowieckich. Płk Kazimierz Plisowski opuścił pułk o godz.18.00, wraz z oficerem ordynansowym i dowódcą plutonu łączności. Nowy dowódca objął pułk wieczorem 9 września.
9/10 września w godzinach nocnych prowadzono rozpoznanie sytuacji, w tym nocny wypad pieszy 1 szwadronu w kierunku Wizny, na Bronowo i Niwkowo. W obu miejscowościach nie stwierdzono niemieckich wojsk, a w kierunku Wizny nie wyruszono ze względu, na późną porę wymarszu, gdyż powrót miał nastąpić o świcie. Podjęte niezwłocznie działania przez nowego dowódcę 2 pułku okazały się spóźnione. O świcie 10 września nieprzyjaciel, po pokonaniu oporu w Wiźnie, podjął działania zaczepne w kierunku miejscowości Mężenin i Rutki, opanował przednimi jednostkami 20 DPZmot. i 10 DPanc. obie te miejscowości. I batalion 90 pp zmot. z 20 DPZmot. rozproszył 34 kompanię kolarzy w Kalinówce-Basie i Rutkach. Z nieznanych powodów ppor. Ryszard Głuski z plutonem 2 szwadronu 2 puł. i sztandarem odszedł z rejonu Rutek w kierunku siedziby sztabu brygady w Kołakach Kościelnych, a następnie w poszukiwaniu sztabu SGO „Narew” w kierunku Wysokiego Mazowieckiego. 2 pułk ułanów został zaskoczony zwrotem sytuacji, dowódca pułku podjął niezwłocznie koncentrację sił głównych pułku w lesie na zachód od Rutek. O godz.9.00 w lesie pod Rutkami zostały zebrane 2 i 3 szwadrony, plutony: łączności, kolarzy 2 puł. oraz 1/4 dak i I pluton 11 szwadronu pionierów. 4 szwadron z plutonem ckm stanął pod wsią Kossaki Niedbielne. Czołowa kompania niemieckiego I/90 pp zmot. po zajęciu Rutek zajęła stanowiska obronne na wzgórzach na północny zachód od Rutek, w tym wzg. 172. 2 szwadron wyruszył do natarcia, wkraczając do Rutek został ostrzelany silnym ogniem broni maszynowej przez niemiecką kompanię, wycofał się w rejon cmentarza, gdzie stoczył walkę z niemieckimi motocyklistami i samochodami pancernymi. 2/2 puł. wycofał się z Rutek do wsi Mońki. Rozkazem mjr. Antoniego Platonoffa podjął ponowne natarcie na Rutki wzdłuż szosy. Natarcie 2 szwadronu ponownie zostało powstrzymane ostrzałem niemieckiej kompanii ze wzg.172. 4 szwadron przed wsią Kossaki Niedbielne stoczył potyczkę z niemieckim patrolem pancernym, powstrzymując jego dalszy marsz. Odrzucony patrol rozbił część taboru 5 pułku ułanów. Do zgrupowania dowódcy pułku w lesie pod Rutkami dołączył 1 szwadron po wypadzie za Narew. Niemiecki kontratak z I/90 pp zmot. spychał 2 szwadron ku szosie Mężenin-Zambrów. 2 szwadron poniósł straty osobowe i w sprzęcie, w tym armatę ppanc. wspierającą szwadron. 1 szwadron został skierowany do kolonii Kalinówka-Basia, lecz przed wsią szwadron został odrzucony z tego rejonu, przez duże siły niemieckie. Poniósł straty osobowe, wśród poległych był ppor. Zygmunt Tkacz. Próba blokowania wsi Rutki od strony lasu Kołomyja przez pluton kolarzy, 2 i 4 szwadrony zakończyły się niepowodzeniem. Po południu 2 puł. został odcięty od Suwalskiej BK. Zawiodła łączność dowództwa brygady z 2 puł., ponieważ walka na linii Narwi stała się bezcelowa, a ułani Grochowscy mieli się wycofać i dołączyć do sił głównych brygady. Przeciwnikiem ułanów Grochowskich był niemiecki 90 pułk piechoty zmotoryzowanej i elementy 8 pułku pancernego. W godz.10.00-11.00 3 szwadron dokonał rozpoznania w kierunku Kulesze Kościelne. Od godz.14.00 szwadron stanął ponownie w odwodzie pułku, asekurując 1 baterię 4 dak. Około godz.16.00 na stanowiska 4 szwadronu wyszło natarcie niemieckiego batalionu piechoty zmotoryzowanej z rejonu Rutek. Przy wsparciu 1/4 dak natarcie niemieckie odparto. Poległ jeden ułan, a por. Stanisław Święcicki został ciężko ranny. O zmroku odparto jeszcze niemiecki patrol pancerno-motorowy. Od godz.18.00 na las Kołomyja nawały ogniowej dokonała niemiecka artyleria. Poległo co najmniej 5 żołnierzy, wśród nich 1 oficer. Wieczorem jednostki niemieckiego XIX Korpusu Armijnego opanowały Zambrów, szosa i główne drogi były zajęte przez kolumny tego korpusu. Wieczorem pułk powrócił na pozycje wyjściowe w rejonie wsi Pruszki Wielkie. Wobec odwrotu 18 DP, walczącej w rejonie Zambrowa, ppłk Karol Anders zadecydował o wycofaniu pułku.
2 puł. po walkach w nocy 10/11 września podjął odwrót, zgodnie z rozkazem dowódcy pułku w kierunku Gołasze-Dąb. Marsz miał odbyć się w kilku kolumnach: W głównej 1 i 4 szwadron, szwadron ckm, plutony łączności i przeciwpancerny, 1 bateria 4 dak i wozy z rannymi ułanami. Trasa wiodła przez Lipno, Kossaki, Borowe. Na prawo od kolumny głównej maszerował pluton kolarzy z taborami artylerii. Jako oddział osłonowy pozostał 3 szwadron, który uwikłany w potyczki pozostał na pozycji osłonowej do północy. Samodzielnie wyruszył 2 szwadron, który osobno prowadził przedzieranie się przez niemiecki pierścień okrążenia. Szwadron ten wraz z mjr Antonim Platonoffem przedzierał się trasą przez Pery, Lipno, Kossaki, Borowe. Wysłane patrole ze składu 2/2 puł. nie wróciły, szwadron dołączył do taborów pułkowych pod wodzą rtm. Wiktora Olędzkiego. Utrzymujący spójność w walkach 2 puł., nie wytrzymał próby marszu w nocy. Głównym celem pułku było przekroczyć kontrolowaną przez zmotoryzowane oddziały niemieckie szosy Zambrów-Mężenin. Kolumna główna dotarła do szosy Zambrów-Mężenin. Czołowy 4 szwadron przekroczył szosę, bez styczności z nieprzyjacielem. Przeprawiały się oddziały podczas przerw pomiędzy niemieckimi kolumnami. Gdy podjechały ciężarówki z niemiecką piechotą do walki wszedł pluton przeciwpancerny. Gdy powstał zator na odcinku przekraczanej szosy, część elementów pułku odłączyła się. Od pułku odłączył się pluton przeciwpancerny, tabory i wozy z rannymi ułanami. Rannych pozostawiono we wsi Drągi pod opieką ludności wsi. Pluton przeciwpancerny wobec niemożliwości przeprawienia się przez Narew w Surażu i pod Łapami pozostawił trzy pozostałe armaty przeciwpancerne w pobliżu zaścianka Łapy-Pluśniki, niszcząc przyrządy celownicze. Pluton bez armat i część taborów dotarła 14 września do Białegostoku, skąd pomaszerowała do Wołkowyska i 18 września dołączyła do formowanego tam 102 pułku ułanów. Ranni nieco później, ze wsi Drągi trafili do niewoli i zostali przewiezieni do szpitali w Białymstoku.     
Rano 11 września dołączył do tych sił 1 szwadron. Podczas postoju w lesie w rejonie Gołasze-Dąb doszło do spotkania się z oddziałami niemieckimi, pozycje wroga sforsowały, pluton z 4 szwadronu i pluton ze szwadronu ckm. Część z tych dwóch plutonów dotarła później do Wołkowyska. Reszta pułku pomaszerowała inną trasą na Sokoły w rejon lasu majątku Mazury.

#### Walki odwrotowe na Podlasiu i Grodzieńszczyźnie
W trakcie marszu 11 września wieczorem podczas przekraczania szosy Wysokie Mazowieckie-Mężenin doszło w wyniku zablokowania drogi przez wojska niemieckie, do dalszego podziału pułku. 1 i 4 szwadrony z plutonem ckm, grupą piechurów i artylerzystów konnych przekroczyły szosę, dotarły przez wieś Jabłoń do miejscowości Poświętne. Pozostała część pododdziałów pułku wycofała się w rejon wsi Gołasze-Górki, odczekała do zmroku i wraz z ppłk. Karolem Andersem spokojnie przekroczyła szosę. Po otrzymaniu wiadomości, że w rejonie wsi Gogole pod Dąbrową Wielką przebywa Suwalska BK płk. Kazimierza Plisowskiego, przed południem 12 września dołączyły do brygady. 
12 września o godz.8.00 szwadrony 1 bez II plutonu, 4 bez plutonu, z częścią plutonu ckm i innymi elementami z pułku pod dowództwem rtm. Stanisława Sołtykiewicza podjęły dalszy marsz traktem w kierunku wsi Sokół. Po przekroczeniu toru kolejowego na kierunku wsi Drągi czołowy 1 szwadron wpadł w zasadzkę. Wsparty przez spieszony 4 szwadron stoczyły walkę z niemiecką piechotą zmotoryzowaną i czołgami. W trakcie walki został podpalony las, gdzie byli koniowodni 1 szwadronu. Niemieckie natarcie odrzuciło 1 szwadron, który w walce odskoczył w rejon Suraża. 4 szwadron wraz z pozostałościami walczył w rejonie wsi Drągi do godz. 16.00, następnie wraz z koniowodnymi 1 szwadronu przeprawił się wpław przez Narew i dotarł w rejon Białegostoku. W walce poległo dwóch żołnierzy, rannych zostało 3 żołnierzy, wśród nich ppor. Janusz Raczkowski. W Surażu 1 szwadron wraz z plutonem 10 pułku ułanów stoczył walkę z oddziałami niemieckimi, po wprowadzeniu artylerii przez stronę niemiecką 1 szwadron nocą 12/13 września odmaszerował pieszo bez koni do Białegostoku. 1 szwadron dotarł do miasta 13 września, a w nocy 13/14 września 4 szwadron, razem odpoczywały w koszarach szwadronu zapasowego. 14 września zostały podporządkowane dowódcy obrony Białegostoku ppłk. Zygmuntowi Szafranowskiemu. 4 szwadron zajął stanowiska obronne na prawo od batalionu marszowego 42 pułku piechoty w rejonie Białegostoczku i Pietrasz. 1 szwadron znalazł się w odwodzie za stanowiskami 4 szwadronu. Tego dnia z niewiadomych przyczyn odszedł do Wołkowyska 1 szwadron. 15 września natarcie czołowych oddziałów Brygady Fortecznej „Lötzen” zostało zatrzymane na pozycjach batalionu marszowego 42 pp, który kontratakami utrzymał rejon Wysokiego Stoczka. Niemiecka piechota wsparta ostrzałem artylerii i uderzeniem lotnictwa i samochodami pancernymi dokonała obejścia pozycji bm 42 pp i uderzyła na stanowiska 4 szwadronu 2 puł. i po kilkugodzinnej walce wyparła szwadron z Pietrasz, pomimo kontrataku odwodowego plutonu. 4 szwadron został wyparty w kierunku rzeki Supraśl ponosząc straty osobowe. Po 6 godzinach walk 4 szwadron wycofał się w kierunku Królowego Mostu, Walił, na Brzostowicę, a dalej do Wołkowyska. Po dotarciu do Wołkowyska 15 września 1 szwadronu i 17 września 4 szwadronu weszły w skład formowanego 102 pułku ułanów. 1 szwadron uzupełniony II plutonem 2 szwadronu stanowił teraz 1 szwadron 102 puł., 4 szwadron po dołączeniu plutonu i odprysków z pułku, teraz występował jako 2 szwadron 102 puł., a II pluton ze szwadronu ckm 2 puł. jako pułkowy pluton ckm. Od 17 września dalsze walki prowadziły w składzie 102 puł..    
2 szwadron, który przeszedł spod Rutek, nocą 10/11 września przebijał się samodzielnie wraz z częścią taborów pułku do Głodowo-Dąb, gdzie dotarł rano 11 września. Z uwagi na brak łączności z siłami głównymi pułku i ruch kolumn wroga, 2 szwadron przy którym był zastępca dowódcy pułku mjr Antoni Platonoff, osiągnął rejon Jabłonki Kościelnej, a następnie Kaczyn-Herbasy. Po drodze zbierał rozbitków i zagubionych żołnierzy z pułków i dywizjonu Suwalskiej BK. W ciągu następnej nocy dotarł do lasu Trzeciny, koło wsi Kamień Wielki, który osiągnął o godz.4.00 12 września. O godz.11.00 12 września dotarł do wsi Gogole i dołączył tam do Suwalskiej BK. W południe na skraju lasu koło Gogoli stoczył walkę z piechotą nieprzyjaciela. 12 września dowództwo pułku przejął mjr Antoni Platonoff, zaś ppłk Anders powrócił do 1 pułku ułanów Krechowieckich jako jego dowódca. 2 pułk w tym czasie składał się z 2 szwadronu, II plutonu 1 szwadronu, części szwadronu ckm, części plutonu łączności i ppanc. oraz grupy zbiorczej z różnych pododdziałów pułku.
3 szwadron po walce w lesie Kołomyjka pod Rutkami ubezpieczał odejście pułku od strony Łomży, o północy 10/11 września podjął marsz, o godz.6.00 osiągnął Kulesze Kościelne. Podczas postoju w Kuleszch Kościelnych wysłano patrole rozpoznawcze i pobierano żywność, w zasadzkę wpadł szef szwadronu. Jedna z placówek stoczyła potyczkę z niemieckim czołgiem. W nocy 11/12 września szwadron podjął dalszy marsz, lasami i bocznymi drogami. 12 września rano 3 szwadron doszedł do wsi Wyliny-Ruś, dalej wycofywał się trasą przez Hodyszewo, gdzie stanął 13 września. 15 września stanął we wsi Waśki, 16 września w Masiewie, a 17 września we wsi Porozów. 18 września dotarł do Wołkowyska. Uzyskał informację o agresji sowieckiej i zajęciu Słonimia, dowódca szwadronu rtm. Marian Cyngott zdecydował o dalszym marszu w kierunku południowo-zachodnim. Szwadron nocował we wsi Mściewo. 19 września o godz.12.30 przemaszerował do Świsłoczy, tam zastał z taborami pułkowymi zakupujących żywność ułanów 2 pułku, z oficerem broni pułku por. rez. Mieczysławem Cabanowskim. 3 szwadron zatrzymał się na krótki postój bez ubezpieczenia, o godz.13.00 został zaatakowany przez sowiecki oddział piechoty zmotoryzowanej i samochodów pancernych, szwadron poniósł straty w zabitych i jeńcach 33 ułanów. Do niewoli sowieckiej dostał się też por. Cabanowski z częścią taborów. 20 września 3 szwadron w uszczuplonym składzie dołączył do macierzystego 2 puł.. 
Osobno przedzierał się do Wołkowyska II pluton 2 szwadronu wraz ze sztandarem pułku ppor. Ryszarda Głuskiego. 10 września w południe odjechał spod Rutek do wsi Kołaki Kościelne. Po przekroczeniu szosy Zambrów-Wysokie Mazowieckie, eskortował do lasu Szepietowo tabor amunicyjny z 18 Dywizji Piechoty, a sam zanocował we wsi Bryki, 10 kilometrów od Wysokiego Mazowieckiego. Do plutonu dołączyło kilku kawalerzystów i pluton piechoty z 1 pułku piechoty Legionów, który został wyparty z Wysokiego Mazowieckiego. Podczas przeprawy przez Nurzec, we wsi Mień nocą 11/12 września ułani i legioniści stoczyli potyczkę z oddziałem niemieckim, paląc niemiecki czołg i likwidując jego załogę. 12 września rano pluton osiągnął Brańsk, gdzie został nieskutecznie zbombardowany. Nocą 12 września pluton dotarł do Bielska Podlaskiego, skąd w poszukiwaniu dowództwa SGO „Narew” dojechał do Hajnówki, gdzie spotkał dowódcę artylerii grupy gen. bryg. Ottona Krzischa, skąd pomaszerował do Wołkowyska i dołączył do szwadronów 2 puł..
Nocą 12/13 września Suwalska BK podjęła marsz z Dąbrowy Kościelnej przez Wyliny Ruś, Glinniki, Kiewłaki do Hodyszewa. Grupa 2 pułku ułanów mjr. Platonoffa osłaniała kolumnę samochodową pod wsią Szuby Włościańskie przy szosie Szepietowo-Ciechanowiec. Maszerujący na czele brygady 1 puł. pod wsią Wyliny-Ruś nawiązał walkę na kolejnej szosie Wysokie Mazowieckie-Brańsk ze zmotoryzowanymi oddziałami niemieckimi. Rozkazem gen. bryg. Zygmunta Podhorskiego grupa 2 puł. została skierowana do wsparcia walczącego 1 pułku ułanów w rejonie wsi Wyliny-Ruś, nie mogąc wykonać rozkazu, grupa straciła kontakt z Suwalską BK i pod miejscowością Zieloną nad rzeką Nurzec dołączyła do 10 pułku ułanów Podlaskiej Brygady Kawalerii. Podjęto marsz pieszy o północy 14 września do kompleksu leśnego Rudka. 14 września osiągnięto wieś Koryciny. Pomimo obfitych opadów deszczu, w trakcie dalszego marszu osiągnięto wieś i leśniczówkę Spieszny na skraju lasu, 14 września wieczorem. Tam grupa stanęła na odpoczynek. Zebrano rozproszonych kawalerzystów w zbiorczy pluton z 35 ułanami i 27 końmi. Dalszy marsz podjęto nocą 15/16 września przez Puchły Stare, Dołubowo, Dziadkowice, Hornowo, Hornowszczyznę do wsi Zabłocie. 16 września o godz.18.00 podjęto dalszy marsz w kierunku Milejczyc i Czeremchy. O godz.14.00 17 września osiągnięto Panasiuki, aby powstrzymać dalszy marsz oddziałów niemieckich za kawalerią, wysadzono groblę i most, co spowodowało ostrzał artylerii niemieckiej. Grupa wraz z 10 puł. stanęła we wsi Czwirki. 18 września od świtu grupa 2 puł. maszerowała jako straż tylna 10 puł., wieczorem kwatery zajęła grupa we wsi Budy. 19 września od rana wykonano marsz przez Puszczę Białowieską do Rudni, na południe od Hrynek. Nastąpiło połączenie z macierzystą Suwalską BK. Grupa mjr. Antoniego Platonoffa do Wołkowyska nie dotarła z uwagi na zajęcie tych terenów przez Armię Czerwoną. 
13 września po odłączeniu się grupy 2 puł. (niepełnego 2 szwadronu i części szwadronu ckm) zorganizowano z maszerujących z Suwalską BK, grupy ułanów oddziału utworzonego z taborów bojowych i odprysków pod dowództwem rtm. Stefana Święcickiego, liczącą około 40 żołnierzy. Znaleźli się w jej szeregach ppor. lek. Bernard Hinz, por. lek. wet. Antoni Zieliński, od 14 września por. Ambroży Kotliński, por. Tadeusz Rószkiewicz, ppor. Tadeusz Loth i pchor. Eustachy Sapieha. Oddziałek ten maszerował wraz z brygadą przez Lizę Starą, Wólkę Pietkowską i Strablę nocą 14/15 września. 15 września odpoczywał we wsi Kożany-Dorożki. 17 września prowadził akcję patrolową i rozpoznawał trasę przemarszu na korzyść macierzystej brygady. Oddziałek maszerował w kolumnie południowej płk. Milewskiego. W trakcie potyczek patroli poległ jeden ułan, drugi został ranny. 18 września oddział wkroczył do Hynek. Następnie po wkroczeniu do Puszczy Białowieskiej 19 września dołączył do oddziału 3 szwadron, nazajutrz nastąpiło połączenie się z grupą 2 pułku ułanów pod dowództwem mjr. Antoniego Platonoffa, gdzie oddziałek rtm. Święcickiego uzupełnił 2 szwadron. Odtworzono 2 pułk ułanów w składzie 2 i 3 szwadronu i szwadronu ckm. Do 2 szwadronu włączono II pluton z 1 szwadronu.

##### W Puszczy Białowieskiej
W okolicach Białowieży gen. Zygmunt Podhorski ps. „Zaza” powołał ze zgromadzonych oddziałów Suwalskiej BK i Podlaskiej BK improwizowaną jednostkę kawalerii Dywizję Kawalerii „Zaza”, złożoną z dwóch brygad: Brygady Kawalerii „Plis” pod dowództwem płk. Kazimierza Plisowskiego i Brygady Kawalerii „Edward” pod dowództwem płk. Edwarda Milewskiego. 2 puł został zreorganizowany i włączony w skład Brygady Kawalerii „Plis”. 20 września po południu wyprawiono patrol rozpoznawczy z 2 puł. w kierunku Czeremchy, pod dowództwem ppor. Włodzimierza Suchodolskiego. 21 września pułk ruszył w składzie kolumny zachodniej w składzie Brygady Kawalerii „Plis” przez: Biała, Stołpowysk koło miejscowości Mszanki, a patrole w kierunku Kleszczele – Czeremcha, natrafiając w tym rejonie na nieprzyjaciela. 22 września maszerująca drugi dzień w deszczu brygada napotkała znaczne siły w rejonie miejscowości Omelaniec. Idący w straży przedniej dywizjon 5 pułku ułanów związał się walką z niemieckimi samochodami pancernymi. Jadący za nim 2 puł. wykonał manewr oskrzydlający, wychodząc na północ od wsi Omelaniec na tyły oddziału niemieckiego linią harcowników. Zdobyto samochód ciężarowy, który spalono i wzięto kilku jeńców. Po dojściu do wsi Mikulicze zarządzono, krótki postój. Wieczorem kolumna wyruszyła przez Nurzec, Nurczyk do wsi Augustynki, gdzie pułk dotarł późną nocą. W następnym dniu ułani odpoczywali w miejscowościach Augustynka - 3 szwadron i położonej około 1 km na wschód osadzie Klateczka - 2 szwadron i dowództwo pułku. Pułk odpoczywał, padał ulewny deszcz, wysyłano patrole rozpoznawcze.   
2 puł. wymaszerował o godz.15.00 24 września, przejechał przez Borysowszczyznę, Radziwiłłów dochodząc do Mielnika udekorowanego flagami i bramami powitalnymi na przyjęcie Armii Czerwonej. Tego samego dnia przekroczył Bug pod Sierpelicami i nocował w miejscowości Borsuki. 25 września 2 puł. wyruszył w kolumnie brygady o godz.14.00, maszerując przez Zakalinki, Nosów, Leśną, Bordziłówkę, Styrzyniec, Danówkę, po drodze przeprawiono się przez rzeczki Klukówkę i Krznę. W Styrzyńcu pionierzy pod osłoną 2 szwadronu wysadzili most. Postój w Danówce i Styrzyńcu trwał cały dzień 26 września. Wysłane patrole stwierdziły obecność patroli sowieckich.  

#### Walki na terenie Lubelszczyzny
27 września podjęto dalszy marsz z Danówki przez Witoraż, dwór Żelizna, Rudno do Stępkowej niedaleko Parczewa. W tym dniu do pułku dołączył sformowany z konnych artylerzystów 14 dywizjonu artylerii konnej, 4 szwadron pod dowództwem kpt. Tomasza Skarżyńskiego. 2 puł. maszerował w straży przedniej BK „Plis” nawiązano kontakt z Dywizją „Brzoza”. 28 września pułk był w odwodzie brygady. Marsz podjęto o godz.8.00 poprzez Wólkę Plebańską, Ostrów Lubelski i Wólkę Zawieprzycką. Tu dołączył pluton ckm z 5 pułku piechoty Legionów dowodzony przez ppor. rez. Ryszarda Zielińskiego, wcielony do odbudowanego szwadronu ckm. Do 3 szwadronu wcielono sekcję rkm z Kawalerii Dywizyjnej 30 Dywizji Piechoty. Uzupełniono konie z oddziału koni Centrum Wyszkolenia Kawalerii z Grudziądza. 29 września 2 puł. został przesunięty nad rzekę Wieprz na prawe skrzydło BK „Plis”. Był ostrzeliwany przez artylerię niemiecką, patrole nad rzeką prowadziły walkę ogniową. Pomiędzy 25 a 29 września dotarł w rejon miejscowości Ostrów Lubelski. W trakcie przemarszu przez tereny południowej Lubelszczyzny, uzupełniono ochotnikami i małymi pododdziałami zachowującymi wartość bojową szeregi pułku, odbudowano szwadron ckm. Uzupełniono konie i tabor bojowy.

29 września nastąpiło połączenie Dywizji Kawalerii „Zaza” z Samodzielną Grupą Operacyjną Polesie gen. Franciszka Kleeberga, co spowodowało zmianę koncepcji dalszych działań bojowych. Zamiast kierunku na Rzeszów, wycofano się 40 kilometrów w kierunku północnym. Odmarsz 2 puł. nastąpił o godz.17.00 przez Brzostówkę, Wolę Zbłocką, Berejów, Niedźwiada do wsi Ostrówka, gdzie pułk dotarł na nocleg o godz.22.00. O godz.20.00 3 szwadron udał się do wsi Leszkowice i zaciągnął tam czatę. Rano 30 września 3 szwadron zajął stanowiska na linii lasu za wsią. Wysunięta placówka zajęła stanowiska w Leszkowicach na szosie do Radzynia Podlaskiego. Po wejściu do wsi około 50 osobowego pododdziału niemieckiego został on powstrzymany ogniem z placówki i kontratakiem II plutonu wyrzucony został za rzekę Wieprz. W południe 30 września dywizja, a z nią pułk zostały skierowane na północ do rejonu miejscowości Czemierniki, 2 puł. stanął we wsi Bełcząc. W Czemiernikach oddziały dywizji zostały zaatakowane przez klucz sowieckich samolotów.

##### Udział w bitwie pod Kockiem
1 października o świcie Dywizja Kawalerii „Zaza” przeprawiła na drugi brzeg rzeki Tyśmienicy na kierunku Tchórzewa, Brygadę Kawalerii „Plis”. Czołowe 5 puł. i 2 puł. zablokowały szosę Kock-Radzyń, placówka 2 puł. wzmocnioną armatą przeciwpancerną pod dowództwem ppor. Aleksandra Chajęckiego, zajęła stanowiska. O godz.9.00 od strony Kocka na linię ubezpieczeń wjechały trzy niemieckie samochody pancerne, które zostały zniszczone przez armatę ppanc. 5 pułku i karabin przeciwpancerny z 2 pułku. W zniszczonych niemieckich samochodach pancernych, zdobyto ważne dokumenty i mapy. 2 puł. późnym wieczorem przeszedł do miejscowości Bronisławów, a później do Józefowa na postój.
2 października rozpoczęły się walki pod Serokomlą prowadzone przez 10 puł. i wkrótce również 5 pułk ułanów. 2 puł. początkowo był w odwodzie Brygady „Plis”. Na rozkaz płk. Kazimierza Plisowskiego 2 pułk ułanów przegrupował się z Józefowa do wsi Czarne, wysuwając 3 szwadron bez III plutonu do Woli Gułowskiej. O godz.15.00 2 pułk ułanów po spieszeniu się przeprowadził kontratak na niemiecki batalion 93 pp zmot., który spychał szwadrony brygady z Serokomli. Kontratak bez wsparcia własnej artylerii zatrzymany został silnym ogniem broni maszynowej i artylerii. Czołowy 3 szwadron po poniesieniu ciężkich strat osobowych zniszczeniu wspierającej go broni maszynowej o godz.17.00 podjął odwrót. Natarcie 2 puł. pozwoliło 5 i 10 pułkowi ułanów i pionierom z 1 szwadronu odzyskać utracone pozycje. 2 puł poniósł straty, głównie 3 szwadron, gdzie poległo trzech żołnierzy, wśród poległych był jego dowódca rtm. Marian Cyngott. Rannych zostało wielu ułanów, wśród nich ppor. Konstanty Wojtaszczyk. Dowodzenie szwadronem przejął ppor. Stanisław Bochno. 3 października panował względny spokój. 2 puł. o godz.10.00 odszedł do wsi Zakępie na odpoczynek. Po godz.20.00 pułk wrócił do brygady, w nocy 4 szwadron i dowództwo pułku zajmowały pozycje w Woli Gułowskiej, 3 szwadron stał w Turzystwie. Wzmocniony plutonem ckm i działonem ppanc. 2 szwadron osłaniał pozycje brygady we wsi Zarzecze. Noc 3/4 września minęła spokojnie.
4 października o godz.10.00 na Zarzecze obsadzone przez 2 szwadron wyszło wsparte ogniem artylerii niemieckiej natarcie pododdziałów niemieckiego 66 pp zmot., niemieckie natarcie spychało stawiający opór spieszony 2 szwadron w kierunku w Woli Gułowskiej. Niemieckie natarcie zajęło Zarzecze i sukcesywnie posuwało się do Woli Gułowskiej. W rejonie cmentarza we wsi Turzystwo ppłk Antoni Platonoff wprowadził do walki spieszony 4 szwadron, który rozwinął się na południe od Helenowa. Wobec dalszego natarcia, został około godz.13.00 wprowadzony do walki spieszony 3 szwadron pułku oraz wszystkie plutony ckm pułku i personel kwatermistrzowski pułku z rtm. Wiktorem Olędzkim i pułkowym lekarzem weterynarii. Nieprzyjaciel opanował kościół i cmentarz w Woli Gułowskiej. Kontratak ułanów grochowskich zdołał odzyskać cmentarz we wsi Turzystwo, a na nim kilku rannych ułanów, których wcześniej nie ewakuowano. Zaciekłe walki trwały o kościół w Woli Gułowskiej, gdzie na wieżyczkach kościoła prowadziły ostrzał niemieckie karabiny maszynowe. Po zmroku 2 pułk ułanów został zluzowany przez batalion piechoty 184 pułku piechoty z 60 DP „Kobryń”. Straty puku były znaczne, poległo kilku ułanów, wśród nich plut. pchor. rez. Zbigniew Szwejcer i kpr. pchor. Zbigniew Świerczewski, wielu zostało rannych, wśród nich ppor. Włodzimierz Suchodolski, ppor. Eugeniusz Nepostyn, por. lek. wet. Antoni Zieliński, ppor. rez. Ryszard Zieliński.
5 października BK „Plis” miała ubezpieczać natarcie 60 DP „Kobryń” w rejonie Gułowa. W tym celu zgodnie z rozkazem dowódcy dywizji brygada płk. Kazimierza Plisowskiego miała opanować Las Gułowski i wyjść z niego opanowując okoliczne pagórki. Z uwagi na wyprzedzające natarcie niemieckie, które wkroczyło do lasu. Pułk podjął marsz przez las o godz.8.00 za 10 pułkiem ułanów. Oba spieszone pułki wyparły oddziały niemieckie z lasu do drogi w rejonie Gułowa. Strona niemiecka wsparta silną artylerią prowadziła dalsze natarcie wzdłuż drogi Adamów-Horodzieszka przez Gułów, wyrzucając oba pułki na skraj lasu na południe od folwarku Gułów. Zagłębiające się w las niemieckie pododdziały były odrzucane kontratakami szwadronów poza Las Gułowski. 2 puł. walczył do zmroku na skraju lasu, po czym odszedł w kierunku folwarku Lipiny. Pułk skapitulował 6 października 1939. Po ukryciu lub zniszczeniu części broni, ułani odjechali do majątku Gułów, tam oddali resztę broni i konie, po czym pomaszerowali w kierunku Twierdzy Dęblin.

### Wojenne losy pododdziałów odłączonych od pułku i II rzutu mobilizacyjnego
Pododdziały, które odłączyły się od 2 pułku ułanów w okresie 10–12 września 1939 i dotarły do Wołkowyska zostały opisane w artykule o 102 rezerwowym pułku ułanów Rezerwowej Brygady Kawalerii „Wołkowysk”.
W I rzucie mobilizacji powszechnej został zmobilizowany przez szwadron zapasowy 2 pułku ułanów w Białymstoku szwadron marszowy. Szwadron marszowy 2 pułku ułanów Grochowskich pod dowództwem por. rez. Mieczysława Zembrzuskiego, po zmobilizowaniu wszedł w skład osłony Białegostoku. Stacjonował we wsi Grabówka w pobliżu Białegostoku obserwował i patrolował drogi wokół miasta oraz wysyłał patrole rozpoznawcze w kierunku Zabłudowa, Hajnówki i Bielska Podlaskiego. Z uwagi na brak broni maszynowej i ppanc., 14 września podjęto decyzję o wycofaniu szwadronu na wschód. W dniu 15 września 1939 szwadron wraz ze szwadronem marszowym 10 puł. stoczył potyczkę z niemieckim pododdziałem zmotoryzowanym w pobliżu leśniczówki Majówka, następnie walczył pod Gródkiem i za wsią Bobrowniki. W trakcie marszu do Wołkowyska dokonywano zniszczeń mostów i wykonywano zawały leśne. Od 18 września szwadron marszowy wszedł w skład Grupy Kawalerii Osłonowej „Wołkowysk” pod dowództwem rtm. Ryszarda Wiszowatego nazywanego też Pułkiem Kawalerii Osłonowej „Wołkowysk”. 19 września szwadron osłaniał Kwaterę Główną Suwalskiej BK. Następnie w składzie pułku osłonowego rtm. Ryszarda Wiszowatego 20 września osiągnięto miasto Skidel, gdzie w trakcie walki z dywersantami szwadron poniósł straty. Szwadron prowadził też walki z czołowymi jednostkami sowieckimi, obsadził wylot szosy ze Skidla w kierunku wschodnim, zabezpieczając dwa drewniane mosty przez rzekę Skidelkę. W następnych dniach tocząc potyczki i osłaniając KG Suwalskiej BK, niepełny szwadron marszowy pod dowództwem ppor. rez. Jana Kühna poprzez Kalety 22 września wieczorem przekroczył granicę polsko-litewską.
| Struktura organizacyjna i obsada personalna we wrześniu 1939 | Struktura organizacyjna i obsada personalna we wrześniu 1939                     |
| Stanowisko                                                   | Stopień, imię i nazwisko                                                         |
| ------------------------------------------------------------ | -------------------------------------------------------------------------------- |
| dowódca pułku                                                | płk Kazimierz Plisowski (do 9 IX 1939)                                           |
| dowódca pułku                                                | ppłk Karol Anders (9-12 IX 1939)                                                 |
| dowódca pułku                                                | mjr Antoni Józef Platonoff (od 12 IX 1939)                                       |
| zastępca dowódcy pułku                                       | mjr Antoni Józef Platonoff                                                       |
| kwatermistrz                                                 | rtm. Wiktor Olędzki                                                              |
| adiutant pułku                                               | por. Tadeusz Rószkiewicz                                                         |
| oficer ordynansowy                                           | ppor. rez. Tadeusz Loth                                                          |
| oficer broni                                                 | por. rez. Mieczysław Cabanowski                                                  |
| oficer żywnościowy                                           | chor. Franciszek Madoński                                                        |
| oficer płatnik                                               | por. int. Franciszek Sieńko                                                      |
| skarbnik                                                     | chor. Franciszek Formas                                                          |
| lekarz medycyny                                              | ppor. lek. med. Berbnard Hinz                                                    |
| lekarz weterynarii                                           | por. lek. wet. Antoni Zieliński                                                  |
| kapelan                                                      | ks. Jan Chrabąszcz                                                               |
| oficer łącznikowy                                            | ppor. rez. Stefan Grabowski                                                      |
| szef kancelarii                                              | wachm. Władysław Grabowski                                                       |
| 1 szwadron                                                   |                                                                                  |
| dowódca szwadronu                                            | rtm. Stanisław Sołtykiewicz (do 17 IX 1939) ppor. Ryszard Głuski (od 17 IX 1939) |
| dowódca I plutonu                                            | ppor. Zygmunt Tkacz (+10 IX 1939)                                                |
| dowódca II plutonu                                           | ppor. Witold Ślaski                                                              |
| dowódca III plutonu                                          | ppor. rez. Stanisław Krasiński                                                   |
| szef                                                         | st. wachm. Filip Mardel                                                          |
| 2 szwadron                                                   |                                                                                  |
| dowódca szwadronu                                            | rtm. rez. Jerzy Mielżyński                                                       |
| zastępca                                                     | ppor. Ryszard Głuski                                                             |
| dowódca I plutonu                                            | ppor. Aleksander Chajęcki                                                        |
| dowódca II plutonu                                           | ppor. rez. Eugeniusz Niepostyn                                                   |
| dowódca III plutonu                                          | ppor. Romuald Piekarski                                                          |
| szef                                                         | st. wachm. Antoni Matusiak                                                       |
| 3 szwadron                                                   |                                                                                  |
| dowódca szwadronu                                            | rtm. Marian Cyngott (+2 X 1939) ppor. Stanisław Bochno (od 2 X 1939)             |
| dowódca I plutonu                                            | ppor. Stanisław Bochno                                                           |
| dowódca II plutonu                                           | ppor. rez. Henryk Jodkowski                                                      |
| dowódca III plutonu                                          | ppor. rez. Lejba (Leon) Gurewicz                                                 |
| szef                                                         | st. wachm. Zygmunt Paliński                                                      |
| 4 szwadron                                                   |                                                                                  |
| dowódca szwadronu                                            | por. Władysław Wyszyński                                                         |
| dowódca I plutonu                                            | por. Stanisław Święcicki (c.r.10 IX 1939)                                        |
| dowódca II plutonu                                           | ppor. rez. Antoni Kamiński                                                       |
| dowódca III plutonu                                          | ppor. Adolf Krauze                                                               |
| szef                                                         | wachm. Jan Krawczyk                                                              |
| szwadron ckm                                                 |                                                                                  |
| dowódca szwadronu                                            | rtm. Zygmunt Pawełczak (do 2 IX 1939 chory)                                      |
| dowódca szwadronu                                            | rtm. Stefan Święcicki (od 2 IX 1939)                                             |
| dowódca I plutonu                                            | ppor. Włodzimierz Suchodolski                                                    |
| dowódca II plutonu                                           | ppor. rez. Jan Wróblewski                                                        |
| dowódca III plutonu                                          | ppor. rez. Konstanty Wojtaszczyk                                                 |
| szef                                                         | st. wachm. Andrzej Wędkowski                                                     |
| szwadron gospodarczy                                         |                                                                                  |
| dowódca szwadronu                                            | rtm. Stefan Święcicki (do 2 IX 1939)                                             |
| dowódca szwadronu                                            | ppor. rez. Wincenty Rydzewski (od 2 IX 1939)                                     |
| szef                                                         | st. wachm. Stanisław Klimczewski                                                 |
| szwadron marszowy                                            |                                                                                  |
| dowódca szwadronu                                            | por. rez. Mieczysław Zembrzuski                                                  |
| dowódca I plutonu                                            | ppor. rez. Jan Władysław Kóhn                                                    |
| dowódca II plutonu                                           | ppor. rez. Zbigniew Leon Kretkowski                                              |
| dowódca III plutonu                                          | ppor. rez. Wiktor Henoch                                                         |
| szef                                                         | st. wachm. Feliks Beroś                                                          |
| samodzielne plutony                                          |                                                                                  |
| dowódca plutonu przeciwpancernego                            | por. Janusz Raczkowski                                                           |
| zastępca dcy plppanc.                                        | plut. pchor. Zbigniew Nanowski                                                   |
| dowódca plutonu kolarzy                                      | ppor. Bolesław Treliński                                                         |
| zastępca dcy plkol.                                          | kpr. Władysław Olszewski                                                         |
| dowódca plutonu łączności                                    | por. Ambroży Kotliński                                                           |

## W konspiracji i partyzantce w ramach Armii Krajowej
Latem 1944 odtworzono 2 Pułk Ułanów Grochowskich Armii Krajowej. Powstał on na terenie Obwodu Bielskopodlaskiego II Inspektoratu Podlaskiego AK, w okolicach Bielska Podlaskiego, Brańska, Nurca i Hajnówki.
Pułk prowadził działania polegające na atakowaniu szlaków komunikacyjnych kolejowych i drogowych, niszczeniu linii telefonicznych oraz obrony ludności przed rabunkami i gwałtami. Pułk osiągnął stan 600 żołnierzy.
4 sierpnia 1944 po naradzie z udziałem oficerów Armii Radzieckiej w Brańsku, gdzie złożyli oni podziękowanie pułkowi za pomoc przy przełamywaniu oporu niemieckiego w rejonie Bielska Podlaskiego i Hajnówki, pułk został rozwiązany.

## Symbole pułkowe

### Sztandar
Oddział otrzymał sztandar w 1918, jeszcze jako pułk należący do I Korpusu Polskiego w Rosji. Sztandar ten został ofiarowany przez mieszkańców Szepietowki. Choć nie był to regulaminowy sztandar służył pułkowi do 1939. Na jednej ze stron sztandaru znajdował się wyhaftowany obraz Matki Boskiej Częstochowskiej, która stała się patronką pułku.
W dniach 11–12 września 1939 sztandar został przewieziony do Wołkowyska do Ośrodka Zapasowego Suwalskiego Brygady Kawalerii, skąd następnie przewieziono go na Litwę. Otrzymał go attaché wojskowy przy Poselstwie Polskim w Kownie.
Pocztą dyplomatyczną przekazano go do Paryża, skąd po klęsce Francji został przewieziony do Wielkiej Brytanii.

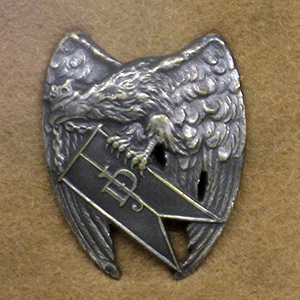
Odznaka pułkowa

### Odznaka pamiątkowa
W okresie kiedy 2 p.uł. podlegał demobilizacji, zaprojektowano i wykonano znaczek (żeton) pułkowy. Był to metalowy biało-granatowy proporczyk o wymiarach 4,5x2 cm, z wyrytym na odwrocie kolejnym numerem, stopniem i nazwiskiem każdego oficera.
Znaczki stanowiły nawiązanie do tradycji walk w I Korpusie Polskim i zewnętrzną oznakę gotowości do ponownego połączenia się ułanów w jeden organizm. Po odtworzeniu pułku noszono je na srebrnych łańcuszkach, zawieszone na górnym guziku bluzy mundurowej.
Odznakę pułkową wprowadzono w 1925.
Odznaka o wymiarach 38 × 31 mm przedstawia orła w koronie, z opuszczonymi skrzydłami, trzymającego w dziobie i szponach proporczyk o barwach pułkowych, podwieszony na łańcuszku, z inicjałami „JD” (Józef Dwernicki).
Wersję oficerska wykonana była z oksydowanego srebra z emaliowanym proporczykiem. Wersja żołnierska była robiona z posrebrzanego mosiądzu, nieemaliowana
Odznaki wykonała warszawska firma Wiktora Gontarczyka. Stosowano także miniaturki dla oficerów rezerwy i byłych ochotników.
Oznaka
Na naramiennikach i znaku pułkowym noszono inicjały „J.D.”
Od 1927, na zasadzie braterstwa broni, wszyscy oficerowie 2 pułku ułanów grochowskich mieli prawo noszenia oznaki estońskiego l pułku huzarów.

### Barwy pułku
| Proporczyk | Opis                                                   |
| ---------- | ------------------------------------------------------ |
|            | Proporczyk biało-granatowy                             |
|            | proporczyk dowództwa w 1939                            |
|            | proporczyk 1 szwadronu w 1939                          |
|            | proporczyk 2 szwadronu w 1939                          |
|            | proporczyk 3 szwadronu w 1939                          |
|            | proporczyk 4 szwadronu w 1939                          |
|            | proporczyk 5 szwadronu ckm w 1939                      |
|            | proporczyk plutonu łączności w 1939                    |
| Inne       | Opis                                                   |
|            | na czapce rogatywce – otok biały                       |
|            | Szasery ciemnogranatowe, lampasy białe, wypustka biała |
|            | „Łapka” (do 1921) – karmazynowa                        |

Kolory interpretowano następująco: barwa biała – to skromność w pracy i życiu oraz prostota. Granat – to powaga w pracy i solidna ciągłość. Noszący takie proporczyki: muszą zachować wierność, wytrwałość, koleżeństwo bojowe i na co dzień prostotę myśli i czynów.

### Żurawiejki
| Kto w kielichu koi troski? To ułanów pułk grochowski.                      | Pod wezwaniem Matki Boskiej, to jest 2 pułk Grochowski.   | Ciągle lance w boju gubi, To jest pułk ułanów drugi.          |
| Trochę chamów, trochę panów, to jest drugi pułk ułanów.                    | Na dnie szklanki topi troski, to ułanów pułk Grochowski.  | Lampas z gaci, płaszcz z gałganów, to jest drugi pułk ułanów. |
| Pod opieką Matki Boskiej, Jest ułanów pułk Grochowski.                     | Żyje wesół i bez troski, to jest „drugi” pułk Grochowski. | Pomną sotnie Budionnego, pułk ułanów Dwernickiego.            |
| Po każdej zwrotce: Lance do boju, szable w dłoń, bolszewika goń, goń, goń! |                                                           |                                                               |

Od 1922 marszem pułkowym był „Marsz Dwernickiego”.

## Grochowscy ułani

### Dowódcy i zastępcy dowódcy pułku

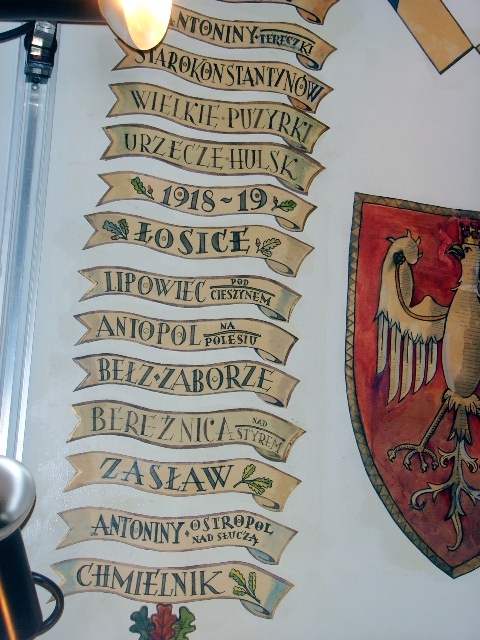
1. Sufit w sali pułku w Instytucie im. gen. Sikorskiego

| Stopień, imię i nazwisko            | Okres pełnienia służby    | Kolejne stanowisko |
| Dowódcy pułku                       | Dowódcy pułku             | Dowódcy pułku      |
| ----------------------------------- | ------------------------- | ------------------ |
| płk kaw. Władysław Mosiewicz        | cz.p.o. XII 1917 – I 1918 |                    |
| płk kaw. Stefan Suszyński           | 1917 – 1918               |                    |
| płk kaw. Adolf Mikołaj Waraksiewicz | 1918 – 5 VI 1920          |                    |
| płk kaw. Wincenty Jasiewicz         | 5 VI 1920 – III 1930      |                    |
| płk dypl. Józef Smoleński           | III 1930 – 1935           |                    |
| ppłk kaw. Józef Koczwara            | VII 1935 – 1936           |                    |
| ppłk dypl. kaw. Witold Cieśliński   | V 1936 – III 1937         |                    |
| płk Kazimierz Plisowski             | 1937 – 9 IX 1939          |                    |
| ppłk Karol Anders                   | 9 – 12 IX 1939            |                    |
| mjr Antoni Platonoff                | 12 IX – 6 X 1939          |                    |
| mjr Mieczysław Walecki ps. „Zew”    | 1944                      |                    |
| Zastępcy dowódcy pułku              |                           |                    |
| płk Władysław Mosiewicz             | od XII 1917               |                    |
| ppłk Kazimierz Żelisławski          | do I 1928                 |                    |
| mjr Karol Anders                    | w 1928                    |                    |
| ppłk dypl. kaw. Witold Gierulewicz  | I 1932 – IV 1934          | dowódca 6 psk      |
| ppłk kaw. Józef Koczwara            | IV 1934 – VII 1935        | dowódca pułku      |
| ppłk dypl. Kazimierz Maks           | od VIII 1935              |                    |
| mjr dypl. Józef Sienkiewicz         |                           |                    |

### Obsada personalna pułku w 1928
- dowódca – płk Wincenty Jasiewicz

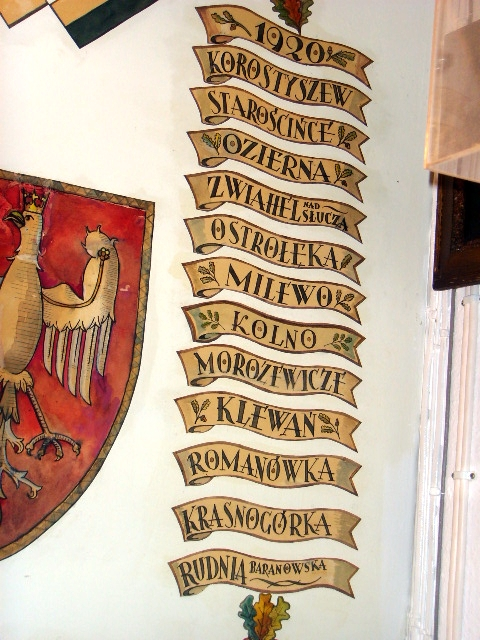
Sufit w sali pułku w Instytucie im. gen. Sikorskiego

- zastępca dowódcy – mjr Karol Anders
- kwatermistrz – mjr Bronisław Kazimierz Lechowski
- dowódca Kadry Szwadronu Zapasowego – mjr Leon Dzierdziejewski
- płatnik – por. Józef Dąbrowski
- rtm. Henryk Łuński
- rtm. Czesław Święcicki
- rtm. Mieczysław Henryk Ipohorski-Lenkiewicz
- rtm. Roman Leon Jankowski
- rtm. Michał Kłopotowski
- por. Jerzy Kuszel
- por. Józef Lidwin
- por. Tadeusz VI Kowalski
- por. Kazimierz Szosland
- por. Tadeusz Lindner
- por. Alfred Swirtun
- por. Kazimierz Skrzyński
- por. Bohdan Stanisław Zaorski
- por. Stefan Stanisław Święcicki
- por. Wiesław Zaniewski
- por. Zdzisław Adolf Czajkowski
- por. Wiktor Olędzki
- por. Stanisław Szefer
- ppor. Tadeusz Radziukinas
- ppor. Włodzimierz Bolesław Sumowski

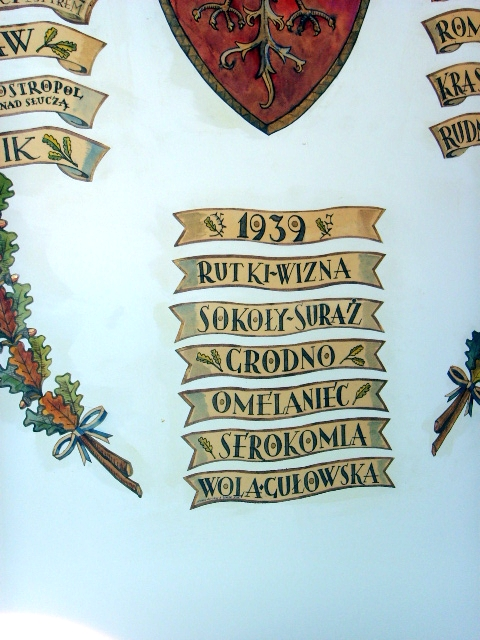
Sufit w sali pułku w Instytucie im. gen. Sikorskiego

- ppor. Jan Kulikowski
- ppor. Stefan Leonard Dobraczyński

### Żołnierze 2 pułku ułanów - ofiary zbrodni katyńskiej
Biogramy ofiar zbrodni katyńskiej znajdują się między innymi w bazach udostępnionych przez Ministerstwo Kultury i Dziedzictwa Narodowego oraz Muzeum Katyńskie.
| Nazwisko i imię              | stopień              | zawód             | miejsce pracy przed mobilizacją | zamordowany |
| ---------------------------- | -------------------- | ----------------- | ------------------------------- | ----------- |
| Czapski Bronisław            | major w st. sp.      | urzędnik          | komisarz PKP w Katowicach       | Katyń       |
| Kosmala Stanisław (ur. 1910) |                      | żołnierz          |                                 | Kalinin     |
| Mejster Jan                  | podporucznik rezerwy | nauczyciel        | szkoła w Słomczynie             | Charków     |
| Raczkowski Janusz            | porucznik            | żołnierz zawodowy |                                 | Katyń       |

## Tradycje pułku

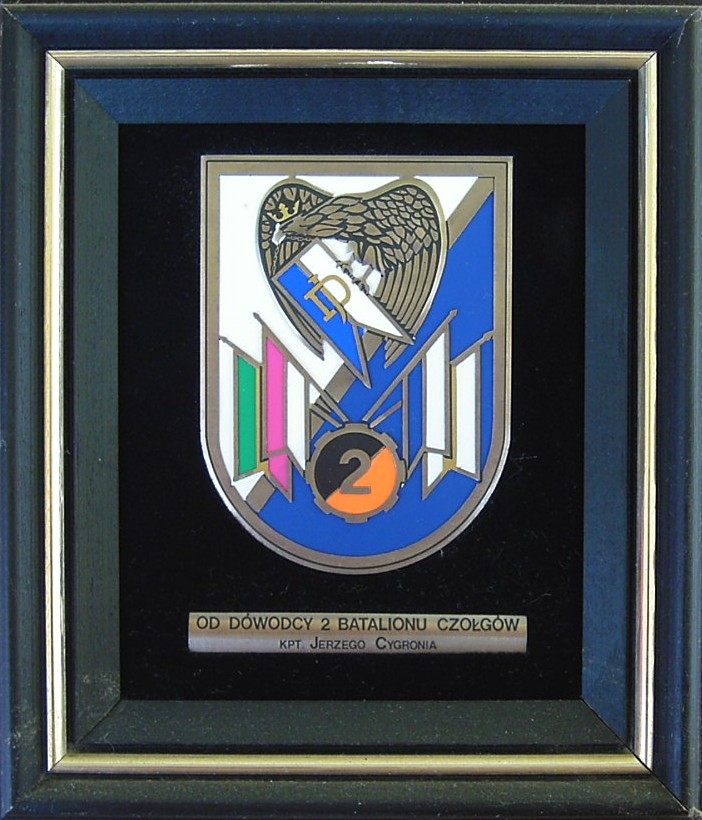
Ryngraf 2/4 BKPanc

Pułk nawiązywał do tradycji kawalerii Królestwa Kongresowego, powstania listopadowego i powstania węgierskiego w latach 1848–1849.
Szczególny szacunek okazywano szefowi honorowemu. Delegacje pułku jeździły na grób gen. Józefa Dwernickiego do Łopatyna pod Brodami. Tam też nowo mianowani oficerowie oraz podoficerowie przyjmowani byli oficjalnie w poczet kadry pułku.
Barwy i tradycję 2 pułku Ułanów Grochowskich w latach 1995–2000 kontynuował 2 batalion czołgów (dowódcy: 1995/96 kpt. Wojciech Ganuszko, 1996/98 kpt. Dariusz Lewnadowski, 1998–2000 kpt. Jerzy Cygroń) z 4 Suwalskiej Brygady Kawalerii Pancernej w Orzyszu. Od 2020, Decyzją Ministra Obrony Narodowej Nr 104/MON z dnia 12 sierpnia 2020 tradycje pułku przyjmuje i z honorem kultywuje 2 batalion czołgów 1 Warszawskiej Brygady Pancernej im. Tadeusza Kościuszki.
Ponadto, od 2003 działa Stowarzyszenie Ułanów Grochowskich imienia Generała Józefa Dwernickiego z siedzibą w Podkowie Leśnej. Jest to organizacja zajmująca się kultywowaniem tradycji 2 pułku Ułanów Grochowskich, popularyzowaniem wiedzy o tej formacji poprzez różnorodne formy działalności, w tym formy rekonstrukcji historycznej.